# Jusqu'aux p'tites heures
Albums de La Bottine souriante
Je voudrais changer d'chapeau
(1988) La Mistrine
(1994)
Jusqu'aux p'tites heures est le septième album studio du groupe de folklore québécois La Bottine souriante, sorti en 1991.
C'est le premier album du groupe dans lequel on peut retrouver des cuivres, tel que le saxophone et la trompette, des instruments qui n'avaient encore jamais été associés aux airs traditionnels canadiens français. Presque la moitié des titres contiennent des paroles faisant allusion à l'alcoolisme[réf. nécessaire].
Il remporte en 1992 le prix Félix de l'Album de l'année, folk/folklore, en 1993 le prix Juno du meilleur album de musique traditionnelle (Best Roots & Traditional Album) et est certifié disque de platine en 2002.

## Liste des pistes
| 1.    | La chanson du quéteux    | Ovila Légaré     | Jean Fréchette                | 4:19 |
| 2.    | Le reel de Pointe-au-Pic | Traditionnel     | Denis Fréchette, J. Fréchette | 5:00 |
| 3.    | Un p'tit coup mesdames   | Traditionnel     |                               | 4:49 |
| 4.    | Nuit sauvage             | Michel Bordeleau | J. Fréchette                  | 3:44 |
| 5.    | Par un dimanche au soir  | Traditionnel     | J. Fréchette                  | 4:17 |
| 6.    | L'Acadienne              | Traditionnel     | J. Fréchette                  | 3:25 |
| 7.    | Émilien                  | Raymond Lévesque | J. Fréchette                  | 3:44 |
| 8.    | Corps mort               | Traditionnel     | D. Fréchette, J. Fréchette    |      |
|       | Fleur de Mandragore      | Bordeleau        | J. Fréchette                  | 4:54 |
| 9.    | Turlutte des 33 voleurs  | Michel Faubert   |                               | 2:14 |
| 10.   | Brandy Payette           | Traditionnel     | D. Fréchette, J. Fréchette    | 5:01 |
| 11.   | Picoro                   | Traditionnel     |                               | 5:57 |
| 12.   | Derap de la guerre       | Yves Lambert     |                               | 1:36 |
| 49:00 |                          |                  |                               |      |